# Донзак (Бордо)
Донзак (фр. Donzac) насеље је и општина у југозападној Француској у региону Аквитанија, у департману Жиронда која припада префектури Бордо.
По подацима из 2011. године у општини је живело 153 становника, а густина насељености је износила 34,69 становника/km². Општина се простире на површини од 4,41 km². Налази се на средњој надморској висини од 125 метара (максималној 121 m, а минималној 35 m).

## Демографија
| 1962. | 1968. | 1975. | 1982. | 1990. | 1999. | 2011. |
| ----- | ----- | ----- | ----- | ----- | ----- | ----- |
| 142   | 152   | 144   | 143   | 124   | 124   | 153   |

График промене броја становника у току последњих година